# Pimelodus
Pimelodus es un género del orden de los Siluriformes; familia Pimelodidae.
Pimelodus no es monofítico, cerca de 24 especies; y, se define por un set de caracteres no derivados. La taxonomía de las spp. de Pimelodus aún está pobremente conocida como las relaciones filogenéticas dentro y fuera del género. El alto número de especies corrientemente incluidas en Pimelodus, se alía a la gran variabilidad morfológica y patrones de coloración de las taxa, dando dificultades para una completa reviión sistemática del género.
Un grupo central dentro de Pimelodus ha sido diagnosticado para incluir a P. maculatus, P. blochii, P. coprophagus, P. grosskopfii, P. jivaro, P. pictus.